# Al-ajúni esküvői mészárlás
Az al-ajúni esküvői mészárlás egy 57 halálos áldozatot követelő tűzeset volt a Kuvait Dzsahrá kormányzóságában fekvő Al-Ajún faluban, Kuvaitvárostól nyugatra, 2009. augusztus 15-én. A tragédia az egyik tűzoltóparancsnok, Jasszem al-Manszúri szerint a legsúlyosabb polgári katasztrófa volt Kuvaitban, a megelőző negyven év során. A tüzet szándékosan idézték elő, amelynek oka a mentális zavarokkal is küzdő Naszra Juszef nevű 23 éves nő féltékenységtől táplált bosszúja.
Az eset hosszú időre sokkolta a kuvaiti társadalmat.

## Előzmények
Naszra Juszef Muhammad El-Ineszi valószínűleg már gyermekkorától személyiségzavaroktól és egyéb lelki problémáktól szenvedhetett, amiket a nyomozás során, bírói utasításra pszichiátriai vizsgálatok tisztáztak.
Az 1986-os születésű Naszra még tizenéves korában lett a 36 éves Zajed Zafira első felesége, akinek két gyermeket szült, ám mindkettő fogyatékossággal élt, ami talán motiválhatta Zajedot egy újabb házasságra, hátha egy második feleség már egészséges utódot szülne neki.
Naszra nem tudta megemészteni, hogy addigi férje (a muzulmán szokások alapján teljesen jogosan) még egy feleséget vett magához.

## A tűzeset
Naszra férjének esküvőjét nomád hagyományoknak megfelelően egy sátorban tartották, amelyre több mint száz ember, így nagyon sok nő és gyermek gyűlt össze. A kuvaiti szokások szerint a vőlegény és a menyasszony lakodalmát külön ülik meg. A sátorban épp a férj vacsorája volt, amikor este fél tíz előtt tíz perccel Naszra nagy mennyiségű benzint locsolt a sátorra, majd valamilyen kéntartalmú anyaggal lángra lobbantotta.
A lángok alig három perc alatt valóságos tűzgolyóvá változtatták a sátrat, amelynek mindössze egyetlen kijárata volt. A pánikoló tömeg nem tudott kijutni a sátorból, az emberek így halálos csapdába estek. Bár maga a sátor pillanatok alatt leégett, a hőmérséklet legbelül vagy 500 °C-ig nőtt. Emiatt csekély idő is elég volt, hogy a rendkívüli hő következtében sok emberre ráolvadjon a ruha vagy a cipő, amiket alig bírtak magukról leszedni. Egyeseket halálra tapostak, de az áldozatok többsége tűzhalált halt.

## Áldozatok
A tűzben 57 ember, köztük nagyon sok nő és gyermek vesztette életét. 42-en a helyszínen, további 15-en utólag, a kórházban, sokszor hónapokig tartó gyötrelmes szenvedés után halt bele égési sérüléseibe. A menyasszonynak nem lett baja a tűzben, mivel ő akkor nem tartózkodott a násznép között, Zajed is túlélte a tragédiát.
Több holttest a felismerhetetlenségig szénné égett, őket csak DNS-vizsgálatokkal és törvényszéki fogász segítségével, fogminták alapján tudták azonosítani.

## Vizsgálat, tárgyalás, ítélet
Az első hírekben még felvetették ugyan a baleset lehetőségét (elektromos készülékek vagy mozgó tűzhelyek hibája, esetleg a füstölők által okozott gyulladás).
Naszra Juszef azonban maga ment el a hatóságokhoz, ahol beismerő vallomást tett. Az ügyészség rövidesen vádat is emelt ellene előre megfontoltan, több emberen elkövetett gyilkosság, többszörös gyilkossági kísérletet és halálos tömegszerencsétlenség okozásának vádjával. A tárgyalás során Naszra visszavonta előző vallomását és azt állította, hogy a hatóságok kényszerítették a beismerésre. Később már azzal védekezett, hogy Zajed második felesége és rokonai bántalmazták, ezért gyújtotta fel a sátrat. Egy másik vallomásában pedig azt állította, hogy a tűzzel csak el akarta rontani az ünnepséget. Vélhetően, hogy az életét mentse, azzal a zavaros történettel is előállt, hogy a börtönben elvetélt, mert az egyik tiszt a börtönben, aki a férjének rokona, olyan tablettákat adott neki, amelyek következtében abortált. Terhesség esetén ugyanis a büntetését életfogytiglanra változtatták volna.
A tárgyalást vezető bíró, Adel al-Száger elrendelte Naszra pszichiátriai kivizsgálását. Ugyan megállapítást nyertek Naszra mentális problémái, ám ezek nem akadályozták tette súlyosságának felismerésében, sőt tisztában volt avval, hogy mit tesz. A tárgyaláson meghallgatták Naszra férjét és egyik szolgálólányát. Utóbbi azt vallotta, hogy látta Naszrát, amint felgyújtja a sátrat. Naszra még azzal a szintén zavaros és képtelen magyarázattal is előállt, hogy nem benzint, hanem tönkölyös vizet locsolt a sátorra, mivel egy mágikus rituálét végzett.
Ügyvédje, Szaid al-Habbász nem hitte később sem, hogy Naszra meg akarta volna ölni a násznép tagjait, mivel állítása szerint egy törékeny nő, aki ráadásul megrendült az eset hatása alatt. Az ügyvéd úgy vélte, hogy a közvélemény is szerepet játszott Naszra elítélésében, hisz az országos méretű felháborodás nyomást gyakorolt az igazságszolgáltatásra.
A bíróság 2010 márciusában ítéletet hozott az ügyben: Naszra Juszefet 57 rendbeli, előre kitervelten végrehajtott gyilkosságban mondta ki bűnösnek, és halálra ítélte. A következő években Naszra még próbált fellebbezni, hogy mentális állapotára hivatkozva ne végezzék ki. Ám a hatóságok esetében indokoltnak tartották az áldozatok száma, valamint azok hozzátartozóinak és a sebesülteknek okozott lelki sebek miatt a halálbüntetés fenntartását. Naszra kegyelmi kérvényét IV. Szabáh király is elutasította.
Naszra Juszefet 2017. január 25-én bitófán végezték ki a Kuvaiti Központi Börtönben, hét másik személlyel együtt, akik között volt a királyi család gyilkosságért elítélt tagja, továbbá két egyiptomi, egy Fülöp-szigeteki, egy etiópiai és bangladesi férfi (utóbbit nem gyilkosságért ítélték halálra). Naszra és egy öngyilkos merénylő kivégzése nem volt zökkenőmentes, mivel a vesztőhelyre lépéskor Naszrát sokk hatására idegösszeomlás érte.

## Következmények
Al-Manszúri tűzoltóparancsnok szerint súlyos gondatlanságnak számított, hogy az effajta sátrak tekintetében Kuvait nem vezetett be korábban biztonsági jogszabályokat. Végül a kormány a tragédia hatására úgy döntött, hogy betiltja a sátorban tartandó lakodalmakat az országban.
Mivel Naszrát tömeges kivégzés keretében akasztották fel, ez nemzetközi szinten újabb vitákat szült a Kuvaitot érintő emberi jogi kérdésekben. Jelenleg Naszra Juszef Muhammad el-Ineszi az egyetlen nő Kuvait történelmében, akin végrehajtották a halálbüntetést.

## Hasonló esetek
2015. május 15-én egy Rade Šefer nevű vajdasági férfi fia Martonoson tartott esküvőjén ölte meg annak menyasszonyát, a mennyasszony szüleit, volt feleségét, Oromon pedig felesége szüleit. A martonosi mészárlás okai is nagyon hasonlóak: az elkövető szintén egy zavart állapotú egyén volt, erőszakossága és tévképzetei miatt konfliktusokba került, életében kudarcok érték, s betegesen ragaszkodott fiához, akit nem akart elengedni se, mivel a fiú a házasságot követően külföldre akart távozni.